# Северо-восток штата Мату-Гросу (мезорегион)
Северо-восток штата Мату-Гросу (порт. Mesorregião do Nordeste Mato-Grossense) — административно-статистический мезорегион в Бразилии. Входит в штат Мату-Гросу. Население составляет 276 901 человек (на 2010 год). Площадь — 177 360,089 км². Плотность населения — 1,56 чел./км².

## Демография
Согласно сведениям, собранным в ходе переписи 2010 г. Национальным институтом географии и статистики (IBGE), население мезорегиона составляет:
| Полное население                            | Полное население                            | Полное население                            | Полное население                            | 276 901 |
| ------------------------------------------- | ------------------------------------------- | ------------------------------------------- | ------------------------------------------- | ------- |
| в том числе:                                | Городское население                         | 187 666                                     | Процент городского населения, %             | 67,77   |
|                                             | Сельское население                          | 89 235                                      | Процент сельского населения, %              | 32,23   |
|                                             | Мужское население                           | 143 764                                     | Процент мужского населения, %               | 51,92   |
|                                             | Женское население                           | 133 137                                     | Процент женского населения, %               | 48,08   |
| Плотность населения, чел/км²                | Плотность населения, чел/км²                | Плотность населения, чел/км²                | Плотность населения, чел/км²                | 1,56    |
| Население мезорегиона в % к населению штата | Население мезорегиона в % к населению штата | Население мезорегиона в % к населению штата | Население мезорегиона в % к населению штата | 9,12    |

## Статистика
- Валовой внутренний продукт на 2003 год составляет 1 860 736 272,00 реалов (данные: Бразильский институт географии и статистики).
- Валовой внутренний продукт на душу населения на 2003 год составляет 7509,02 реалов (данные: Бразильский институт географии и статистики).
- Индекс развития человеческого потенциала на 2000 год составляет 0,703 (данные: Программа развития ООН).